# Camiran
Camiran (gaskognisch gleichlautend) ist eine französische Gemeinde mit 418 Einwohnern (Stand: 1. Januar 2022) im Département Gironde in der Region Nouvelle-Aquitaine. Sie gehört zum Kanton Le Réolais et Les Bastides im Arrondissement Langon. Die Einwohner werden Camiranais genannt.

## Geografie
Camiran liegt etwa 46 Kilometer südöstlich von Bordeaux. Umgeben wird Camiran von den Nachbargemeinden Saint-Félix-de-Foncaude im Norden und Nordwesten, Saint-Hilaire-du-Bois im Norden, Saint-Martin-de-Lerm im Osten und Nordosten, Bagas im Osten und Südosten, Les Esseintes im Süden, Morizès im Südwesten sowie Saint-Exupéry im Westen.

## Bevölkerungsentwicklung
| Jahr                       | 1962 | 1968 | 1975 | 1982 | 1990 | 1999 | 2006 | 2017 |
| -------------------------- | ---- | ---- | ---- | ---- | ---- | ---- | ---- | ---- |
| Einwohner                  | 405  | 410  | 373  | 364  | 388  | 443  | 438  | 412  |
| Quellen: Cassini und INSEE |      |      |      |      |      |      |      |      |

## Sehenswürdigkeiten
- Kirche Saint-Pierre, Monument historique seit 1907

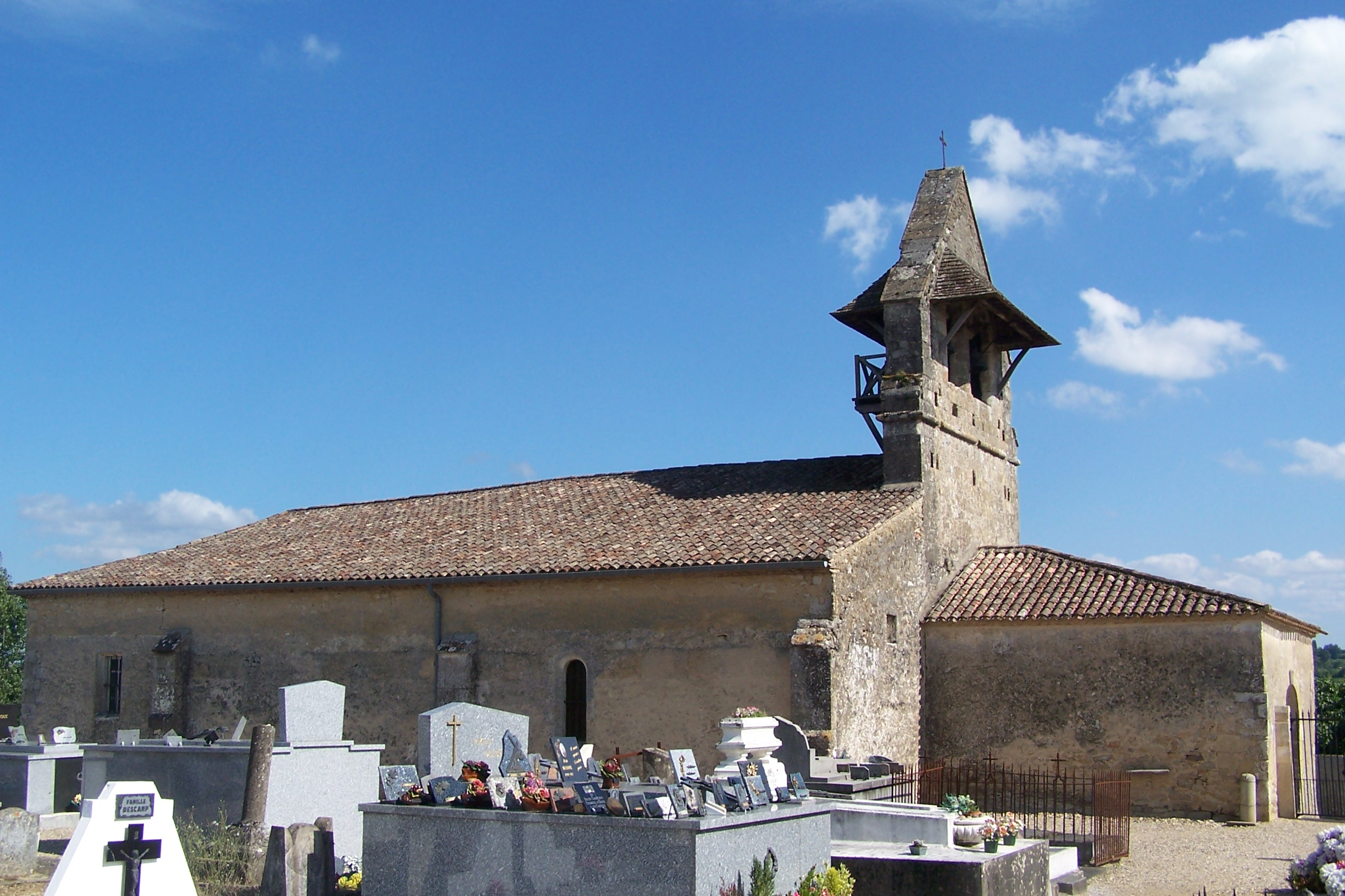
Kirche Saint-Pierre